# Pinangan
Pinangan is een bestuurslaag in het regentschap Aceh Tengah van de provincie Atjeh, Indonesië. Pinangan telt 1874 inwoners (volkstelling 2010).